# Langenbergstraße 37, 37a–c (Quedlinburg)

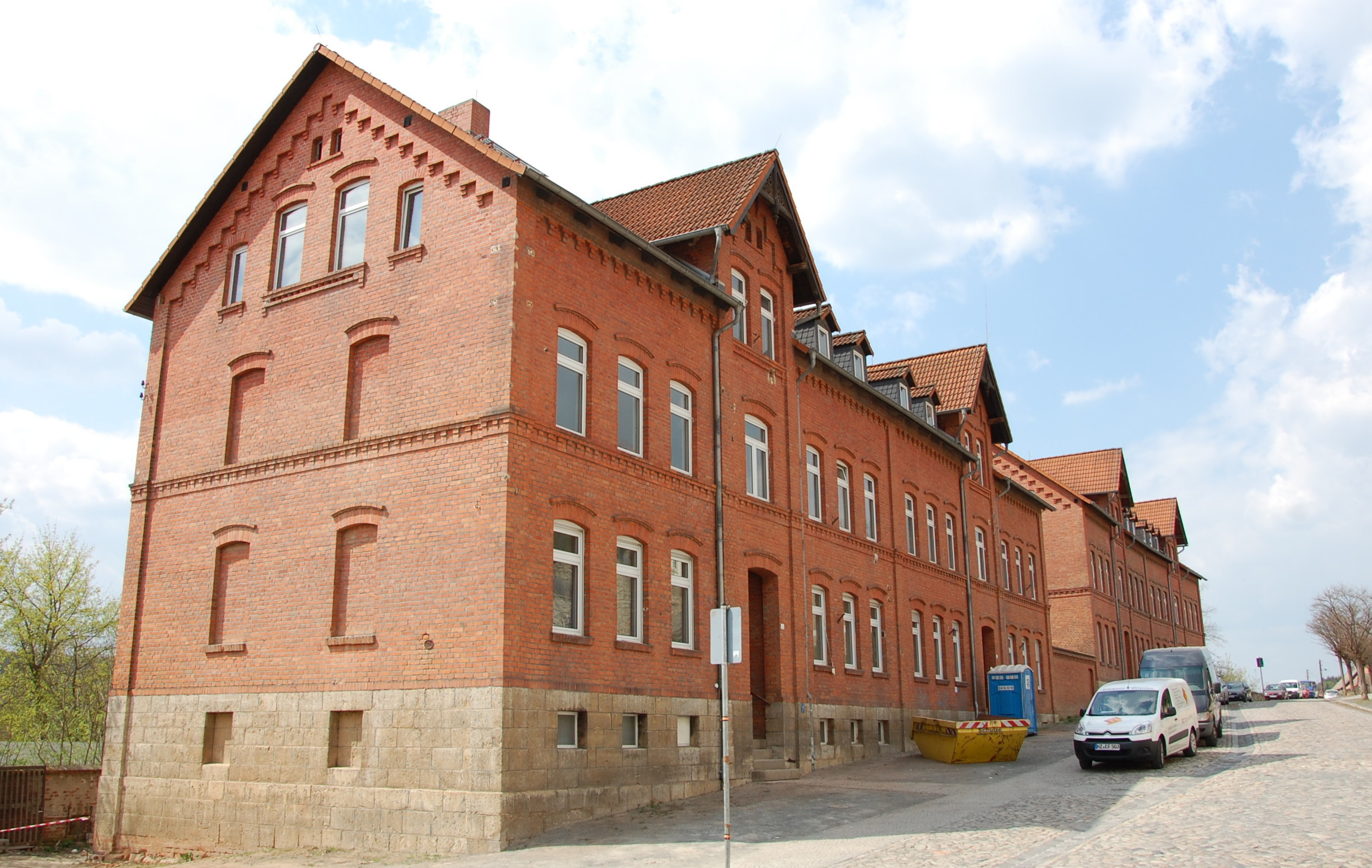
Häuser der Langenbergstraße 37

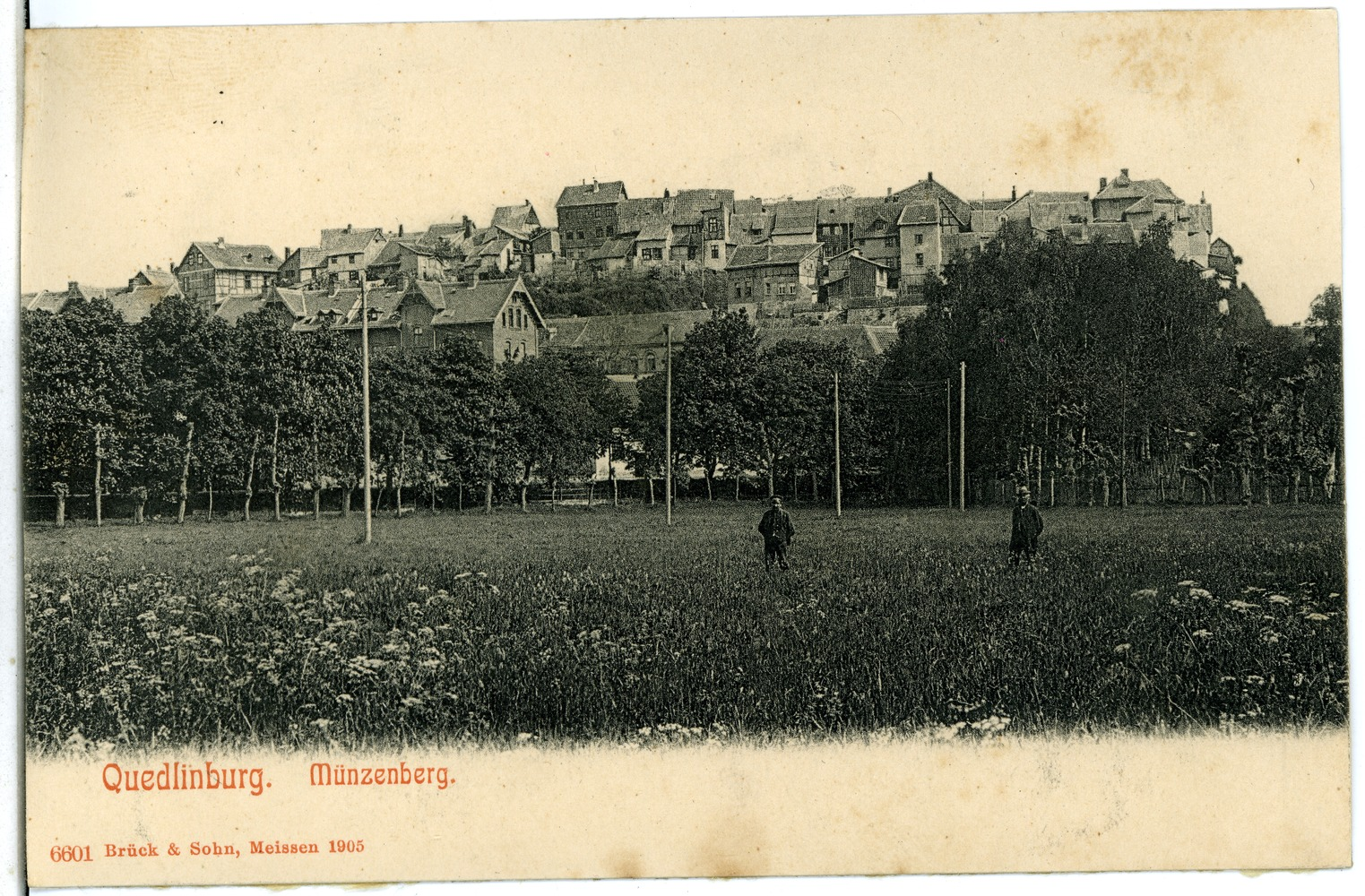
Blick auf den Münzenberg im Jahr 1905, links die Häuser Langenbergstraße 37, 37 a–c

Die Häuser Langenbergstraße 37, 37a–c sind ein Baudenkmal in Quedlinburg in Sachsen-Anhalt.

## Lage
Sie liegen südlich am Fuße des Münzenbergs, westlich der Quedlinburger Innenstadt und sind im Quedlinburger Denkmalverzeichnis als Siedlung eingetragen.

## Architektur und Geschichte
Die beiden Häuser mit jeweils zwei Hauseingängen entstanden Ende des 19. Jahrhunderts als Wohnhäuser für Arbeiter eines Quedlinburger Saatzuchtbetriebes. Sie wurden in massiver Bauweise aus Backstein gebaut. An der Fassade finden sich sparsame Verzierungen im Stil des Spätklassizismus. Neben einer Ziegelornamentik und Sprengwerk sind am Gebäude jeweils die zwei Eingangsachsen in der Form eines Risalits betont. Darüber ist jeweils ein Zwerchhaus angeordnet.
Anfang des 21. Jahrhunderts wurden auf der straßenabgewandten Südwestseite der Gebäude Balkone angefügt.